# Rimba Seminai
Rimba Seminai is een bestuurslaag in het regentschap Indragiri Hulu van de provincie Riau, Indonesië. Rimba Seminai telt 529 inwoners (volkstelling 2010).